# Richard T. Jones
Richard T. Jones, född 16 januari 1972 i Japan, är en amerikansk skådespelare.
Jones har bland annat medverkat i TV-serierna The Rookie och Narcos. Han har även medverkat i filmen Godzilla.

## Filmografi (i urval)
- 1997 – Och han älskade dem alla
- 1997–1998 – Brooklyn South (TV-serie)
- 1997 – Event Horizon
- 1998 – Ally McBeal (TV-serie)
- 1998 – Tina – What's Love Got to Do with It
- 1999–2005 – Vem dömer Amy? (TV-serie)
- 2002 – Phone Booth
- 2007 – Terminator: The Sarah Connor Chronicles
- 2007 – Why Did I Get Married?
- 2008 – Vantage Point
- 2011 – Super 8
- 2011–2013 – Hawaii Five-O (TV-serie)
- 2012 – Atlas Shrugged: Part II
- 2014 – Godzilla
- 2015–2016 – Narcos (TV-serie)
- 2018–2023 – The Rookie (TV-serie)